# Universidade de Illinois Chicago
A Universidade de Illinois Chicago (UIC) é uma universidade pública de pesquisa em Chicago, Illinois. Seu campus está localizado na área comunitária de Near West Side, adjacente ao Chicago Loop. O segundo campus estabelecido sob o sistema da Universidade de Illinois, a UIC também é a maior universidade na área metropolitana de Chicago, com mais de 33.000 estudantes matriculados em 16 faculdades. Ela é classificada como “R1: Universidades Doutorais — Atividade de pesquisa muito alta”.
As raízes da UIC remontam ao estabelecimento do Chicago College of Pharmacy em 1859, que foi seguido no século XIX por outras escolas relacionadas à área médica. A universidade iniciou um programa de graduação no final da Segunda Guerra Mundial e desenvolveu seu campus na região oeste na década de 1960. Em 1982, ocorreu a consolidação da Universidade de Illinois em Chicago Circle e da Universidade de Illinois no Centro Médico, formando a universidade atual. Hoje, a universidade se tornou uma líder global em diversos campos, como enfermagem, farmácia, comunicação, educação, direito e administração pública.
A UIC compete na Conferência Missouri Valley da NCAA Division I. A Credit Union 1 Arena (anteriormente conhecida como UIC Pavilion) é o local onde ocorrem os jogos de basquete da equipe Flames.

## História

### Começo
A Universidade de Illinois Chicago tem suas origens em várias faculdades privadas de saúde fundadas no final do século XIX, incluindo o Chicago College of Pharmacy, inaugurado em 1859, o College of Physicians and Surgeons (1882) e o Columbian College of Dentistry (1893).).
A Universidade de Illinois foi fundada em 1867 em Champaign-Urbana, como a universidade estadual do estado. Em troca de concordar com a localização de Champaign-Urbana, os legisladores da área de Chicago receberam a promessa de que uma filial “politécnica” seria aberta em Chicago. As faculdades de saúde com sede em Chicago afiliaram-se à universidade em 1896–97, tornando-se totalmente incorporadas à Universidade de Illinois em 1913, como Faculdades de Medicina, Odontologia e Farmácia. A educação médica e a pesquisa se expandiram nas décadas seguintes, levando ao desenvolvimento de várias outras faculdades de ciências da saúde, que foram reunidas como Chicago Professional Colleges. Em 1935, o primeiro ato do recém-eleito deputado estadual Richard J. Daley foi apresentar uma resolução pedindo o estabelecimento de um campus de graduação em Chicago da Universidade de Illinois.

### Campus do Cais da Marinha
Quando a Segunda Guerra Mundial estava chegando ao fim, o Congresso aprovou o GI Bill em 1944, que buscava recompensar os veteranos por seu serviço militar. Entre outros benefícios, fornecia financiamento educacional, tornando os diplomas universitários muito mais acessíveis a uma seleção muito mais ampla do público americano. Em 1945, Daley, então senador estadual, apresentou quatro projetos de lei pedindo uma universidade em Chicago. Em 1946, percebendo que seriam “assediados com inscrições”, os funcionários da Universidade de Illinois abriram o que seria um campus temporário chamado Chicago Undergraduate Division (CUD) no Navy Pier. O campus não era uma faculdade júnior, mas tinha um currículo baseado nos cursos de Urbana, e os alunos que concluíssem com sucesso os requisitos dos dois primeiros anos podiam ir para Urbana terminar sua graduação.